# ليلة القتل (فلم 1994)
ليلة القتل هو فيلمٌ مصريٌ أُنتج عام 1994.

## قصة الفيلم
يبدأ الفيلم بمشهد جريمة قتل زينات (فيفي عبده)، السيدة الثرية، ويُتهم بقتلها ابنها شريف (خالد محمود).
بالعودة إلى الوراء نجد أن زينات تحاول بمالها مساعدة ابنها شريف، الطالب المستهتر في كلية الطب. تطلب زينات من كمال (ممدوح عبد العليم)، الطالب المتفوق في كلية الطب والذي تربطه علاقة حب بجارته الفقيرة فايزة (إلهام شاهين)، أن يساعد ابنها.
تشتري زينات مجوهرات من المحل الذي تعمل فيه فايزة، وتقوم الأخير بإيصال المجوهرات لبيت زينات، ثم تتورط بعد ذلك في علاقة آثمة مع ابنها شريف. لكنها تكتشف بعد ذلك أن علاقته ليست جادة، وأن هدفه التسلية.
تسعى فايزة للانتقام من شريف بمساعدة ماهر (فاروق الفيشاوي)، المرتبط بعلاقةٍ آثمةٍ مع زينات، ويسعيان لقتل زينات، وسرقة مجوهراتها، وإلصاق التهمة بابنها.

## وصلات خارجية
- مقالات تستعمل روابط فنية بلا صلة مع ويكي بيانات
- ليلة القتل على الدهليز
- ليلة القتل على كاروهات